# Lukavec (okres Litoměřice)
Obec Lukavec (německy Lukawetz) se nachází v okrese Litoměřice v Ústeckém kraji. Žije v ní 368 obyvatel.

## Historie
Lukavec se nazýval v dřívějších pramenech také Lukovce, Lukawetz, Lukavice, Lukovici nebo Lukowitz. Název vsi byl odvozen od množství luk, které se rozprostíraly a jejich zbytky dosud rozprostírají kolem obce. Český živel se v Lukavci udržel po celou dobu historie obce. Názvy zdejších katastrů, vesměs českých, jsou toho dokladem, např. U bílých muk, Na hlíně, Na cihelně, u Michala, Ve vinicích, Na výhoně, Na keblické, Na siřejovické, Na bohušovické, Na čížkovické, Na brozanské (cestě).
První písemná zmínka o Lukavci je uvedena v darovací listině Spytihněva II. kapitule litoměřické z let 1056–1058 (kostel obdržel v Lukavci jednoho člověka). Osídlení obce Lukavce je ale mnohem starší, což dokazují četné archeologické vykopávky, například nález pokladu 40 bronzových hřiven z období doby bronzové (2000–700 let před Kr.). Prvotní známé osídlení lukaveckého katastru na březích potoka Modly je archeology položeno do období kolem 5. století před naším letopočtem, kdy zde sídlily keltské kmeny. Místo bylo posléze opuštěno a další nálezy pocházejí až ze slovanského období v osmém století. V letech 1894–1895 zde byly při stavbě silnice z Lovosic na Lukavec objeveny čtyři žárové hroby. Při dalších vykopávkách byla nalezena lebka se železnými obručemi dřevěného vědérka a také hliněná nádobka s vlnovkou a jiné předměty.

### Starší dějiny

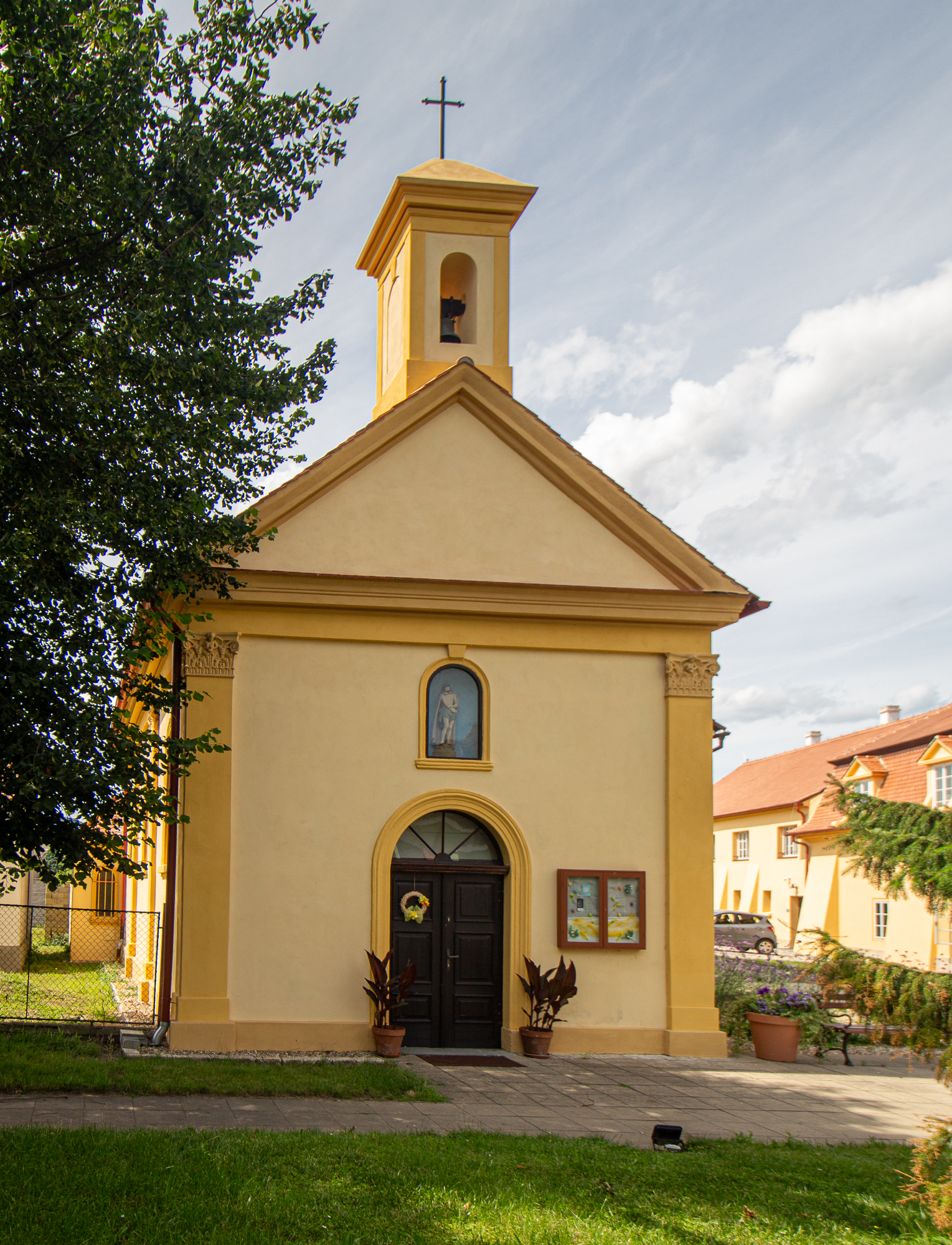
Kaple svatého Prokopa v Lukavci

Část Lukavce patřila od počátku litoměřické kapitule a část od roku 1400 Janovi z Vartenberka, držiteli Děčína a Střekova, který podstoupil své zboží Ješkovi z Vchynic, za což dostal mimo jiné i půl vsi Lukavce. Pozdější majitelé Kaplířové ze Sulevic sami rozdělili svůj díl na část košťálovskou a část čížkovickou. Poté získali část Lukavce koupí litoměřičtí měšťané Valentin Kuneš a Mikuláš Tábor Kuneš. Poslední měštěnín a první vladyka byl Valentin Kuneš, který byl roku 1508 zároveň s Mikulášem Táborem povýšen do vladyckého stavu a začal se psát Kuneš z Lukavce. Od krále Vladislava dostal erb s jednorožcem. Valentin zemřel v pondělí po sv. Duchu roku 1532, a je pohřben v litoměřickém kostele Všech svatých. I přes spory s městem si Kunešové zachovali úzké vztahy k Litoměřicím a byli pohřbíváni v tamním děkanském městském kostele.
Další Kunešové drželi mimo části Lukavce i Cítoliby u Loun, kde se stal zakladatelem místní tvrze Prokop Kuneš z Lukavce a vlastnili i další vsi. Kunešové sídlili rovněž na renesanční tvrzi, kterou si ve své části Lukavce vystavěl nejpozději kolem roku 1543 Mikuláš (před tím zde byl pouze poplužní dvůr). Po jeho smrti si někdy kolem roku 1556 rozdělilo rodinný majetek jeho šest synů, Jan, Václav, Albert, Jiří, Adam a Oldřich, kteří ještě roku 1549 koupili Chlumčany a Vlčí. Všechny jejich díly nejsou známy. Zejména se neví, kdo dostal Lukavec, později ho ale držel Albrecht (také Albert) Kuneš, kterému patřila i blízká ves Boreč. Albertův bratr Adam záhy zemřel a zůstala po něm vdova Eliška Oplová z Velikého Feltnu, kterou roku 1584 Albert opatřil tak, že jí nechal zapsat 600 kop grošů na Borči a Lukavci.
Část vsi patřící kapitule byla spravována spolu se Starým Týnem, jenž od počátku 16. století patřil děkanu litoměřickému. V roce 1620 ji koupil od direktorů Kašpar Kaplíř ze Sulevic, který pak byl 21. června 1621 popraven na Staroměstském náměstí v Praze za účast na stavovském povstání. A tak kapitula získala svůj majetek nazpět. Lukavecká tvrz byla v prvních letech třicetileté války opuštěna a zcela zpustla již ve 20. letech 17. století. Naposledy se připomíná ještě roku 1629 v kopiáři města Litoměřic. Dále osudy této části vsi s tvrzí splývají s osudy Borče – v roce 1802 byla i s Borčí připojena k Lovosicím. Lukavec byl tedy rozdělen do tří panství (kapitula, Lovosice, Litoměřice). Jeden z dílů Lukavce jako konfiskát v roce 1627 koupil Adam z Valdštejna a od té doby tato část vsi patřila k Lovosicím. Další díl koupilo město Litoměřice v roce 1721 od svobodného pána hraběte Václava Chotka za 17 tisíc zlatých a drželo ji až do roku 1850. Tato část vsi byla připojena ke keblickému dvoru.
Dne 16. listopadu 1648 vtrhlo do Lovosic na 600 Švédů generála Königsmarcka, kteří po dva dny ve městě řádili. Po jejich odchodu nebylo v Lukavci jediného domu celého a Lukavec a Sulejovice zůstaly liduprázdné. Na dovršení celé zkázy přišla do Lukavce roku 1680 morová nákaza. Moru podlehlo takové množství obyvatel, že hřbitov je nemohl pojmout a tak byli pochováváni na poli za vsí u čížkovické cesty. Na paměť morové epidemie zde byla postavena socha sv. Michala. (Do roku 1910 bylo pohřebiště označeno pískovcovým kamenem na kterém stával kříž.) Zanedlouho poté, v roce 1713, vypukla v Lukavci podle starých zápisů horečnatá epidemie, které padlo za oběť také velké množství obyvatel.

### 18. a 19. století
Lukavec nesl také následky bitvy u Lovosic, která zde proběhla 1. října 1756. Bitva trvala pouze sedm hodin, ale nikdo netušil, že rozpoutala válku, která bude trvat dalších sedm let. Na obou stranách padlo na šest tisíc vojáků a asi tři tisíce koní, kteří většinou byli pohřbíváni u Lukavce. Dodnes se tomu místu říká Koňská díra. Bitva vstoupila do dějin jako první střetnutí sedmileté války, která se posléze rozšířila do celé Evropy. Přímo vsi Lukavce se týkaly i některé další události sedmileté války z roku 1757. Dne 25. června 1757 se na litoměřickém biskupství usadil pruský král Friedrich II. a jeho vojsko tábořilo mezi Litoměřicemi, Lovosicemi a Lukavcem, kde loupilo a plenilo celou krajinu. Na svátek svaté Máří Magdalény 22. července 1757 Prusové konečně odtáhli a již v sedmileté válce Lukavec nenavštívili.
V roce 1702 se také připomíná blízko Lukavce šibenice, která stála na poli, kde se dodnes říká Na Johance (také se mu říkalo Šibeniční). V roce 1766 Marie Terezie odňala nižší vrchnosti hrdelní právo, tedy i Lovosicím; pak už je měly jen soudy v Litoměřicích a Ústí nad Labem. Posledním oběšeným na šibenici u Lukavce, byl 18. srpna 1758 Florian Edelmann. U šibenice stávala také barokní socha svaté Barbory od Bartoloměje Edera z roku 1776 (datováno na podstavci), která byla v roce 1880 na náklad Josefa Krna, majitele hotelu U Dráhy, renovována a v roce 1889 přemístěna do lapidária za kostel svatého Václava do Lovosic. Jelikož Lukavec v té době spadal pod farní správu do Čížkovic, (až do 26. října 1890, kdy následkem biskupského dekretu bylo vyfaření z Čížkovic a přifaření k Lovosicím), jsou záznamy ze sčítání lidu z roku 1764, kterému předsedal farář Josef Žolda zapsány v Čížkovické farní knize. (Matriky Čízkovic, Lukavce i všech již zmiňovaných obcí jsou datovány od roku 1679, kdy je založil Matyáš Josef Resarcitor, administrátor a později od roku 1703 i farář v Čížkovicích.)
- Čížkovice (poddanství kláštera sv. Jiří v Praze) ve 24 domech 186 duší
- Siřejovice (poddanství kláštera sv. Jiří v Praze) v 21 domech 170 duší
- Želechovice (poddanství hraběte Clary-Aldringena v Teplicích) v 6 domech 83 duší
- Radostice (poddanství Lovosic a barona Renského v Borči) ve 12 domech 85 duší
- Keblice (poddanství města Litoměřic) v 37 domech 272 duší
- Lukavec (poddanství markraběte Bádenského a kapitoly děkanství Litoměřice) v 25 domech 117 duší
- Vrbičany (poddanství slečny Kressl) v 16 domech 89 duší

V roce 1779 měl Lukavec 32 domů a v roce 1785 už 40 domů. Na počátku 19. století měl Lukavec již 44 domů s 207 obyvateli, z toho 12 domů patřilo pod lovosické panství, 14 domů k litoměřickému děkanství, 2 domy k Liběšicím a 15 domů ke keblickému velkostatku, mezitím i 1 hostinec, 1 vápenka a 2 cihelny. V roce 1869 měl Lukavec 472 obyvatel a 62 domů, v roce 1880 již 490 obyvatel a 67 domů a v roce 1910 dokonce 714 obyvatel a 84 domů (nejvíce domů měl Lukavec v roce 1950, a to 130 domů).
Císař Josef II. vydal dne 23. srpna 1784 dekret o zákazu pohřbívání uvnitř měst a obcí. Lze se domnívat, že od tohoto roku se také v Lukavci skončilo s pohřbíváním na starém hřbitově ve vesnici a byl založen nový hřbitov v úvozové cestě směrem na Siřejovice, který se používá dodnes. Kvůli císařskému nařízení probíhalo v okolí dosti razantním způsobem rušení i dalších hřbitovů, které stály v obcích. Tak také v roce 1824 byl zrušen hřbitov u kostela Všech svatých v Litoměřicích, a když byl kostel opravován v roce 1897, tak zbývající náhrobky, které nebyly použity jako stavební materiál, byly otočeny a použity do podlahy kostela.

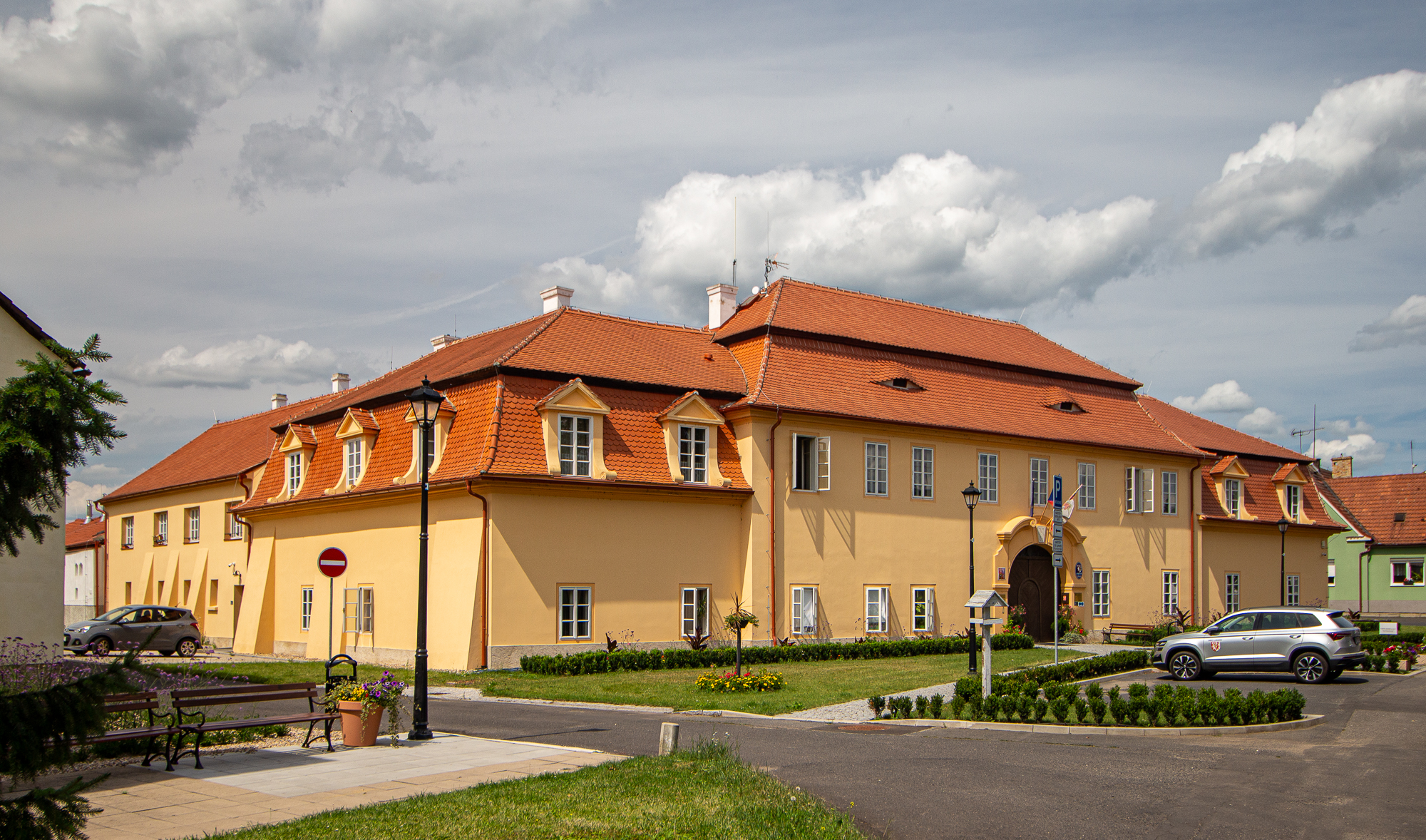
Lukavecký zámeček

Ve druhé polovině 18. století byl na místě tvrze uprostřed vsi postaven pozdně barokní jednopatrový venkovský zámeček, ve kterém sídlila správa velkostatku. Jednoduchá patrová budova má v hlavní ose ozdobný vstupní portál, po stranách na něj navazují postranní křídla s vikýřovými okny v mansardové střeše. V roce 1803 byl zámek připojen k lovosickému schwarzenberskému panství, jehož součástí byl až do první pozemkové reformy.
V roce 1812 byla v Lukavci založena škola. Byla to malá přízemní budova, patro bylo přistavěno až v roce 1864. Škola byla s vyučovací řečí německou a měla dvě třídy. Jak zjistil správce školy z německé pamětní knihy, byl roku 1820 prvním učitelem Čech a ve zdejší německé škole byla většina českých dětí, například v roce 1917 jich bylo 67 %. Ke konci roku 1845 zasáhla Lukavec velká povodeň a poničila 21 domů.
Od 15. února 1878 do srpna 1878 nechala postavit v Lukavci dcera Johany Teresie Gaubové, provdaná Schlesingrová z Litoměřic, na místě kde stála stará kaple, kapli větší a novou, která byla zasvěcena svatému Prokopovi. Svěcení kaple proběhlo 30. září 1878. 26. října 1890 byla obec vyfařena z Čížkovic a přifařena k lovosické farnosti, 27. října 1890 byly též do Lovosic odevzdány matriky počínající rokem 1784. Farář Jan Evangelista Kořínek z Čížkovic tu měl poslední bohoslužbu 24. října právě za Teresii Gaubeovou.

### První republika
Po roce 1918 získala Lukavecký zámeček akciová společnost, cukrovar v Krásném Březnu. Ale již v polovině dvacátých let koupil zámeček v Lukavci JUDr. Sterneck-Dohalský, který dal zámek v letech 1926–1927 opravit. Po roce 1945 bylo jeho jmění konfiskováno a stalo se součástí lovosického státního statku. Po roce 1989 byl vrácen v restituci paní Dagmar Fredové-Lewinové, která se do Lukavce v roce 1945 vrátila jako jediná z koncentračního tábora a žila střídavě v Kanadě a v Praze.
26. listopadu 1919 výnosem zemského školního rady v Praze byla oznámena a pořízena jednotřídní škola v Lukavci, která spadala pod dozor okresního inspektora Chvátala z Mělníka. 1. března 1920 se v obci otevřela česká škola, která měla jednu třídu. Správcem školy byl na svou žádost do Lukavce ustanoven Oldřich Stuchlík z Všestar z hradeckého okresu. Ve škole tehdy bylo 44 dětí, druhá třída byla otevřena v roce 1923. Jedna třída byla umístěna v německé škole a druhá v domku najatém od velkostatku. 24. listopadu 1924 bylo přípisem okresní politické správy nařízeno vyměření pozemku severozápadně od Lukavce pro novostavbu školy. V roce 1928 byla zřízena i česká mateřská škola.
Ještě v roce 1920 se nacházely na Kohoutu vinice o rozloze 1,34 hektaru. Hlavní hospodářské plodiny byly cukrovka, obilí, víno a ovoce. Sčítání v roce 1921: Lukavec tehdy měl 615 lidí z toho 291 české národnosti, 323 německé národnosti a 1 jiné národnosti. V Lukavci tehdy byli tři hostince. V roce 1926 se Lukavec podle velikosti katastru na Litoměřicku řadil na 75 místo s 333 ha a podle počtu obyvatel na 23 místo s 615 lidmi, ze 178 obcí. V neděli 27. června 1923 byl odhalen pomník padlým vojákům v první světové válce.
Ke konci května a začátkem června 1926 díky dlouhotrvajících dešťů stoupla Modla a zaplavila náves do výšky tří čtvrtin metru. 24. března 1929 byl v Lukavci založen český sbor dobrovolných hasičů, který měl ze začátku patnáct členů. 22. května 1929 byla zakoupena stříkačka a 5. června se započalo s výstavbou hasičské zbrojnice. Od tohoto roku byli v Lukavci dva sbory dobrovolných hasičů – český a německý. Každý měl svoji stříkačku, zbrojnici i vedení. V roce 1929 také správa továrny na umělé hedvábí Glanzstoff postavila v Lukavci pro své zaměstnance šest obytných domů, architektem byl Fritz Lehmann. Počet popisných čísel tak stoupl na 108.
V roce 1930 probíhalo v obci sčítání obyvatel – Lukavec měl již 687 obyvatel z toho 312 české národnosti, 372 německé národnosti a 3 jiné národnosti. 8. listopadu 1931 byl zvolen většinou hlasů starostou pan Št. Dvořák. Byl to první případ, kdy byl Čech zvolen starostou ve zdejší poloněmecké obci.
V květnu 1936 byla v Lukavci dokončena stavba železniční zastávky. Stavba si vyžádala náklady 10 000 korun. Současně byl zřízen k zastávce chodník lemovaný po straně betonovými obrubníky. V Lukavci bylo očekáváno první zastavení vlaku, který jel z Roudnice do Ústí nad Labem.

### Mnichov
V květnu 1938 byla vyhlášena mobilizace. Po silnici od Terezína k Lovosicím se valila československá armáda ke státní hranici. Ale pak přišel Mnichov a 10. říjen 1938 se dlouho očekávaný německý sen začal uskutečňovat. Jásot a prapory s hákovým křížem bylo vidět na každém kroku a velikost Říše rostla. Němci v očekávání stáli seřazeni na pokraji obce a vyhlíželi své pohlaváry. Sirény ve všech továrnách v Lovosicích, v Litoměřicích a dalekém okolí se rozhučely, zvony všech kostelů vyzváněly. Češi opouštěli okolní obce, již před 10. říjnem opustilo Lukavec a odešlo do vnitrozemí 27 českých rodin, po 10. říjnu odešlo ještě dalších sedm rodin. Lukavec však nezůstal Čechy zcela opuštěný – zůstalo zde 32 českých rodin.

### Poválečná historie
Sláva Německa pominula a přišel 5. květen 1945, Rudá armáda spěchala ku Praze a přehnala se i přes Lukavec. V noci z 8. na 9. května 1945 převzali Češi od Němců obecní úřad a utvořili pětičlenný národní výbor. Předsedou se stal pan B. Ludvík z Bohušovic, v několika dnech se národní výbor doplnil na dvanáct členů a předsedou byl zvolen Jan Melichar. Také se nazpět vraceli ti Češi, kteří byli nuceni opustit své domovy. Byl učiněn soupis všech Němců a 7. července 1945 poslala SNB za součinnosti armády první skupinu do Německa. Jednalo se o 80 rodin – 181 lidí. Dalších dvanáct rodin zde zůstalo na práci a bylo odsunuto až 15. června 1946.
3. června 1945 byla za účasti dvanácti členů v Lukavci založena komunistická strana a k 15. červnu měla už 92 členů. 29. června 1945 se konala první schůze Sboru dobrovolných hasičů. 26. září 1945 byla založena kampelička, do které se přihlásilo 22 členů a k 1. červnu 1948 měla již 54 členů. 27. září 1945 v Lukavci vznikl ochotnický divadelní kroužek Čech. Na začátku měl patnáct členů, předsedou byl Ladislav Svoboda, jedním režisérem Eduard Zuna a dalším režisérem Antonín Tůma. 18. listopadu 1945 se hrálo první představení s názvem Červený mlýn od Viléma Wernera.
V polovině března 1947 postihla Lukavec povodeň. V červnu 1947 byl založen sportovní klub SK Lukavec s 33 členy. V červenci 1947 bylo pořízeno hřiště a do 1. května 1948 počet členů klubu stoupl na 47. Dne 7. května 1948 byla zakoupena pro sbor dobrovolných hasičů motorová stříkačka za 95 000 korun. Z toho bylo 80 000 Kčs obecní zápůjčkou, 10 000 Kčs dal sám Sbor dobrovolných hasičů a 5 000 Kčs bylo vybráno dobrovolnou sbírkou.
Na slavnosti osvobození vlasti 9. května 1948 byly zasázeny do zahrady MNV dvě lípy. K 1. červenci 1948 byla KSČ jedinou stranou, která v Lukavci existovala. Strana národně sociální se 140 členy byla rozpuštěna v únoru a strana sociálně demokratická s 61 členy v červnu 1948.
Sčítání obyvatel v roce 1948: 292 lidí, z toho 144 mužů a 148 žen, čísel popisných 130. Obyvatel v roce 1960 bylo 530, z toho 464 Čechů, 39 Slováků, 22 Němců, 4 Bulhaři a 1 Ukrajinec. Čísel popisných v roce 1960 bylo 138, z toho ale jen 123 obytných. Průměrné stáří budov se odhadovalo v tu dobu asi na 70 let. Od čp. 85 jsou domy stavěny po první světové válce. Malý parčík mezi domy čp. 123 a čp. 7 byl vybudován v roce 1960 v akci Z, dříve tam stály dva napůl zbořené domy čp. 33 a čp. 34. Současně byl zřízen také průchod mezi domy čp. 10 a čp. 9. V Lukavci se v dřívějších dobách dobře dařilo i živnostenské činnosti, což dokazují i záznamy z kronik okolních obcí. Například v roce 1881 prováděl opravu střechy kostela Narození Panny Marie v Třebenicích tesař Klein z Lukavce. V roce 1890 u téhož kostela prováděl opravu schodů zednický mistr Sturm též z Lukavce.
Z kroniky obce Lukavce z roku 1948 se lze dozvědět o živnostech a obchodech ve zdejší obci:
- povozník – Hanikýř Bedřich z čp. 5,
- kolář – Dědek Vladimír z čp. 22,
- řeznictví a uzenářství – Hulcer Václav z čp. 23,
- holičství – Šereda Josef z čp. 38,
- obchod smíšeného zboží – Svoboda Ladislav z čp. 51,
- trafika – Mazánek František ml. z čp. 71,
- kovář a podkovář – Houdek František z čp. 74.

### Hostince
Ve třicátých letech zde sloužily tři hostince. Nejstarším hostincem v obci bylo dnešní čp. 22, dříve U Fislů, vedle zámečku. První zmínka o této hospodě je již z roku 1761, kdy byla společně s místním kovářstvím prodána za 1350 zlatých. Prodejcem byli původní majitelé, tedy královské město Litoměřice, které takto řešilo své dluhy. Další zmínka následuje z počátku 19. století, kde je domek vyznačen jako hostinec na katastrální mapě z roku 1843. V roce 1887 zde byl jmenován hostinský Josef Milde a v roce 1923 hostinský Wenzel Fuessel. Konec této staré zájezdní hospody, která se rovněž nazývala Sedlácká, protože do ní chodili převážně sedláci, se datuje do roku 1946, kdy byla rodina Fuesselů vystěhována. Dnes se jedná o patrový obytný dům s rozsáhlými sklepy, které vedou podle místních pověstí až pod Labe. Po roce 1946 se sem nastěhoval Vladimír Dědek, který však již hospodu neprovozoval.
Dřívější hostinec U Focků čp. 27 se dnes nazývá „Na Základně“ nebo také „U Rybníka“. První zmínka o hospodě je z roku 1887, kdy ji prodával původní majitel Viktor Conrath. V roce 1900, kdy zde byl majitelem pan Focke, je zmiňován nový sál. V majetku rodiny Focků se hostinec se sálem a koloniálem udržel až do jejich odsunu do Německa. V roce 1923 hospodu držel Karl Focke, v roce 1945 Eduard Focke. Poté přešel celý objekt do majetku obce. V padesátých letech se zde přestavoval a zvětšoval sál, který dostal dnešní podobu. Sál se otevřel znovu v zimě 1953 ochotnickým divadelním představením Jiráskovy Lucerny, kde hrála řada zdejších občanů.
Čp. 38, dnes obytný dům pana Václava Šeredy, byl hostinec, kde byl v letech 1912 a 1923 jmenován hostinský Wenzel Richter. Panu Richterovi patřil v roce 1923 i dům naproti čp. 70, kde měl trafiku. Někdy později z tohoto objektu vybudoval řádnou hospodu se sálem a provoz staré hospody zrušil.
Čp. 70, U Kylíšků, jako hostinec patrně vznikl někdy v meziválečném období a původně patřil Richterovi, do roku 1945 pak Franzu Scherbaumovi. Po válce získal hostinec do národní správy a potom do vlastnictví pan Ludvík Kylíšek. V roce 1951 byl podnik v rámci socializace zařazen do Komunálního podniku Lovosice jako hospoda U Kylíšků. Později ho Jednota provozovala až do roku 1992 jako jediný hostinec v obci. Posledními hostinskými za jednoty byli paní Udatná a Zdeněk Ďuroška. V roce 1992 se hostinec vrátil v restituci paní Kylíškové, která ho obratem prodala panu Vránovi, který začal s renovací sálu a v lokále instaloval kulečník. Hostinec fungoval od listopadu 1992 do března 1993, poté byl celý objekt prodán do soukromého vlastnictví.
Poslední hostinec vznikl adaptací obchodu se smíšeným zbožím na křižovatce a nesl název „U Zajíce“. Provoz dnes již neexistujícího hostince byl zahájen 1. června 1998.

### Pověsti
J. R. Tesař uvádí v knize 100 pověstí z Litoměřicka z roku 1926 dvě pověsti z okolí Lukavce. Jedna z nich se nazývá Ohnivý vůz:
Kdysi šlo několik děvčat a hochů ze Siřejovic do Lukavce v noci od muziky. Nebylo příliš temno a sněžilo. Když přišli do úvozu, hnal se proti nim vůz celý osvětlený. Slyšeli křik a práskání bičem. Uskočili rychle stranou. Chasníci zdvihli kameny, ale když již vůz byl téměř u nich, zmizel, jakoby se nad nim země zavřela a byli zase sami v úvoze. Hledali aspoň stopy kol ve sněhu, ale ničeho nenašli.

Další verze pověsti pochází z konce 19. století. Z masopustního pondělí na úterek, právě o půlnoci, šlo děvče v Prosmykách právě okolo kapličky domů. Tu vidí, jak ohnivý vůz jede jí naproti. Pozorovala, jak rychle se blíží, ale neslyšela hrkot kol ani dusot kopyt. Když již byl u ní, zastavil se a ona slyšela hlasy „Vezměte ji s sebou“. Vykřikla úzkostí a všechno zmizelo.

## Současnost

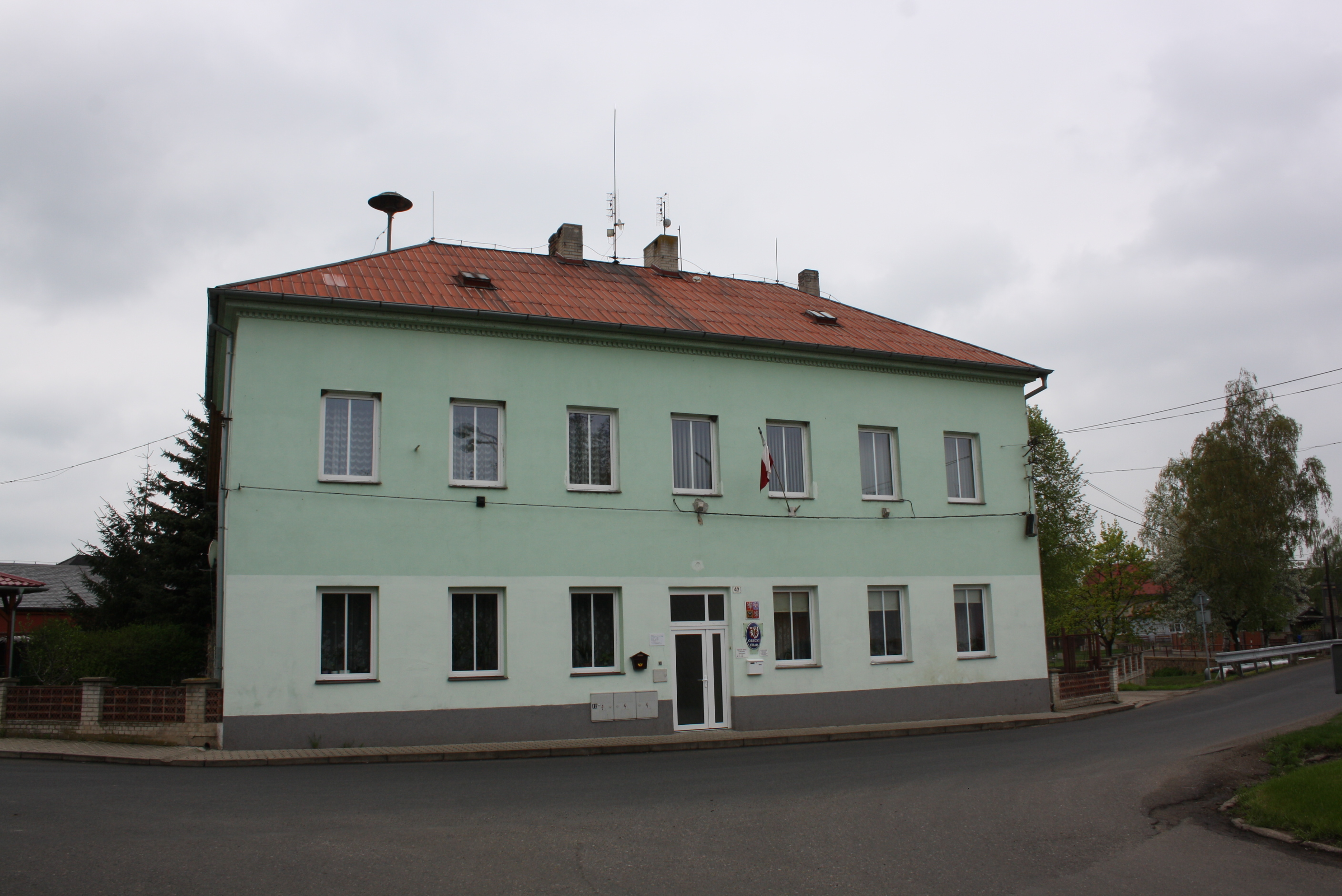
Obecní úřad Lukavec

Lukavec patřil před rokem 1989 jako místní část k Lovosicím. Samostatnou obcí se stal znovu po volbách v listopadu 1990 a má v současnosti 336 obyvatel. Poté, kdy se obec osamostatnila od Lovosic, dostává Lukavec novou tvář se svým osobitým šarmem. Živě se rozmáhá i podnikatelská činnost.
Obec leží na železniční trati Praha – Ústí nad Labem a má také autobusové spojení (trať Lovosice – Terezín – Litoměřice se zastávkou). V roce 2002 nechal Krajský úřad Ústeckého kraje přestavět nebezpečnou křižovatku, kde dálniční přivaděč protíná silnici z Lukavce do Keblic, na kruhový objezd za 392 000 korun. Obec má také nové chodníky ze zámkové dlažby.
K občanské vybavenosti patří obecní úřad, obchod s potravinami – Smíšené zboží, prodejna STAZA a restaurační zařízení – restaurace U Rybníka, zde je i taneční sál. Obec v posledních letech[kdy?] postavila čistírnu odpadních vod, vodovod, kanalizaci a plynovod. Kolaudace proběhla v roce 1998 a výstavba stála celkem 28 milionů korun (dotace z Fondu životního prostředí činila 16 milionů korun). Rovněž byl v roce 1990 v obci obnoven rybník, který je pravidelně čištěn. Lovochemie dokončila v roce 1998 v obci sanaci skládky průmyslových odpadů a vybudovala v tomto areálu moderní skládku nebezpečných odpadů s televizním monitoringem. Skládka je nyní provozována firmou EUROSUP, provozovna Lukavec.
Obec byla postižena v srpnu 2002 katastrofálními záplavami. Místní obyvatelé naměřili metr vody (poslední tak velká povodeň zasáhla Lukavec v roce 1845). Zatopeno bylo přes padesát domů i místní kaple svatého Prokopa – voda v ní sahala do výše 40 cm. Na opravu svatostánku přispěli i místní farníci. Znovu vysvěcen byl po opravě koncem roku 2003 generálním vikářem litoměřické diecéze monsignorem Karlem Havelkou. Slavnostní mše proběhla 26. prosince 2003 na svátek svatého Štěpána. Povodeň nepřinesla Lukavci jen materiální škody, ale nečekaně silnou vlnu solidarity, která otevřela i přátelství se třemi dalšími Lukavci. Z televize se dozvěděli o postižené stejnojmenné obci obyvatelé Lukavců u Fulneku, Hořic a Pacova a své jmenovkyni finančně přispěli. V červenci 2003 navštívili obec zástupci všech tří Lukavců, konal se fotbalový turnaj, hasičské soutěže a vystoupil i pěvecký soubor Lužických Srbů. Lukavečtí občané tak svým kamarádům poděkovali za pomoc. V létě 2004 proběhla přátelská setkání turnaj fotbalových klubů ze spřátelených obcí na oplátku v Lukavci u Pacova. Třetí setkání se uskutečnilo v Lukavci u Fulneku a zatím poslední setkání 3. července v Lukavci u Hořic.
Obec vede bohatý společenský život. Lukavec hraje II. třídu okresního přeboru ve fotbale. V obci je stadión s klubovnou a šatnami, při zápasech je k dispozici i občerstvení. Pro starší občany se pořádá vánoční posezení s hudbou a tancem i další akce. Od roku 1991 je pořádáno Vítání občánků, pro starší děti Dětský den s mnoha soutěžemi a bohatými cenami a v posledních letech i dětský karneval. V obci je Svaz dobrovolných hasičů, který organizuje i kulturní akce, např. ples, rovněž Svaz zahrádkářů, který pořádá také zájezdy.

## Přírodní poměry
Ves Lukavec leží na levém břehu řeky Labe, téměř na úpatí Českého středohoří. Nejbližší vrcholy v okolí jsou Lovoš (573 metrů) a Radobýl (399 m). Na jihozápadní straně obce se táhne osamělé čedičové návrší dosahující nejvýše vrcholem Kohoutem (246 metrů, lidově se mu tedy říká Humberk – od německého Hahn, na mapě jako Humenský vrch).
Lukavcem protéká potok Modla, levostranný přítok Labe (dříve též nazývaný Hostinná). Pramení v nadmořské výšce 482 m západně od vsi Lhota v Českém středohoří nad městečkem Třebenice. Dále teče kolem Chrastné, Plešivce, Vršetína, Vlastislaví, kolem Skalky, Dřínkou, Teplou, kolem Košťálova, Třebenicemi, Chodovlicemi, Úpohlavy, Želechovicemi, Čížkovicemi k Sulejovicím a odtud k Lukavci. Od Lukavce se vrací velkým obloukem k Lovosicím, kde se vlévá do Labe.
Na potoce Modla bylo v minulosti postaveno šestnáct mlýnů, jenom na tzv. střední Modle, v okolí města Třebenice, jich bylo šest. Nejvýznamnějším byl Lucký mlýn, který se dochoval až dodnes a jehož majitelem byl od roku 1620 rod Šašků, který ho vlastní do současnosti. Důkazem toho je kronika rodu, která se dědila z generace na generaci. Poslední z mlýnů byly vyřazeny z provozu po roce 1945 a od té doby slouží jiným účelům.

## Obyvatelstvo
|           | 1869 | 1880 | 1890 | 1900 | 1910 | 1921 | 1930 | 1950 | 1961 | 1970 | 1980 | 1991 | 2001 | 2011 |
| --------- | ---- | ---- | ---- | ---- | ---- | ---- | ---- | ---- | ---- | ---- | ---- | ---- | ---- | ---- |
| Obyvatelé | 472  | 490  | 465  | 629  | 714  | 615  | 693  | 456  | 521  | 461  | 380  | 280  | 309  | 356  |
| Domy      | 62   | 67   | 69   | 72   | 80   | 84   | 110  | 130  | 123  | 119  | 112  | 117  | 116  | 120  |

## Pamětihodnosti
- Pozdně barokní lukavecký zámek stojí na návsi na okraji. Postaven byl ve druhé polovině 18. století na místě starší tvrze, která pravděpodobně zanikla během třicetileté války.[7]
- Barokní kaple sv. Prokopa na návsi u zámku
- Dělnická kolonie[8]

## Osobnosti
- Antonín Kubec (1911–1943), československý voják, výsadkář